# Mini Album vol. 1
Mini Album vol. 1 – debiutancki minialbum polskiej wokalistki Moniki Brodki. Wydawnictwo ukazało się 27 września 2004 roku nakładem wytwórni muzycznej BMG Poland. Płyta dotarła do 2. miejsca na liście OLiS w Polsce.

## Lista utworów
1. "Dziewczyna mojego chłopaka" (sł. Karolina Kozak, muz. Marc Bianchi) - 3:27
2. "Ten" (sł. Ania Dąbrowska, Brodka, muz. Bogdan Kondracki, Brodka) - 3:24
3. "It Ain’t Over 'Til It’s Over" (sł. Lenny Kravitz, muz. Lenny Kravitz) - 3:16
4. "Libertango (I've Seen That Face Before)" ft. Red (sł. Barry Reynolds, Dennis Wilkey, Nathalie Delon, muz. Astor Piazzolla) - 3:21
5. "On" (sł. Ania Dąbrowska, muz. Bogdan Kondracki, Brodka) - 3:16
6. "Dream" (sł. Al Green, muz. Al Green) - 5:34
7. "Ten" (teledysk)